# Cyclophora impudens
Cyclophora impudens är en fjärilsart som beskrevs av W. Warren 1904. Cyclophora impudens ingår i släktet Cyclophora och familjen mätare. Inga underarter finns listade i Catalogue of Life.